# Петко Валов
Петко Валов (болг. Петко Вълов; нар. 8 січня 1966, Софія, Болгарія) — болгарський церковний діяч, греко-католицький єпископ єпархії святого Івана ХХІІІ в Софії з 8 квітня 2024 року.

## Життєпис
Петко Валов народився 8 січня 1966 року в Софії (Болгарія) у християнській родині та закінчив студії зі стоматології.
З 1990 року вивчав філософію в Папському Урбаніанському університеті в Римі, а після переходу до Папської грецької колегії вивчав богослов'я в Папському Григоріянському університеті, та отримав ліценціят з морального богослов'я в Папській Альфонсіанській академії (Папський Латеранський університет). 11 жовтня 1997 року отримав священничі свячення.
Обіймав посади: з 1999 року — парох церкви Успіння Пресвятої Богородиці в с. Ново-Делчево; з 2008 року — делегат Католицької церкви при Національній раді релігійних громад Болгарії; з 2009 року — канцлер єпархії; з 2020 року — секретар Болгарської міжобрядової єпископської конференції; з 2022 року президент керівної ради «Карітас Софія».
Крім болгарської, володіє італійською, англійською, французькою, російською, розуміє церковнослов'янську та македонську.

## Єпископ
8 квітня 2024 року Папа Франциск призначив о. Петка Валова єпископом єпархії святого Івана ХХІІІ для вірних візантійського обряду в Болгарії.
Єпископська хіротонія відбулася 6 липня 2024 року в Софії. Головним святителем був єпископ-емерит цієї єпархії владика Христо Пройков, а співсвятителями — римо-католицький єпископ Нікопольський Страхіл Каваленов і апостольський екзарх Греції владика Мануель Нін.